# Bílá Lhota
Bílá Lhota (in tedesco Weißöhlhütten) è un comune della Repubblica Ceca facente parte del distretto di Olomouc, nella regione di Olomouc.